# كاميرون بايلي
كاميرون بايلي (بالإنجليزية: Cameron Bayly)‏ هو دراج أسترالي، ولد في 11 أكتوبر 1990 في أديلايد في أستراليا.

## وصلات خارجية
- كاميرون بايلي على موقع الاتحاد الدولي للدراجات (الإنجليزية)
- كاميرون بايلي على موقع أرشيف الدراجات (الإنجليزية)
- كاميرون بايلي على موقع إحصائيات الدراجات الإحترافية (الإنجليزية)
- كاميرون بايلي على موقع نسبة الدراجات (الإنجليزية)